# Rose (cantante)
Keren Meloul, más conocida como Rose (Niza, Provenza-Alpes-Costa Azul; 24 de mayo de 1978), es una cantante y compositora francesa del género folk.

## Discografía
- 2006 : Rose
- 2009 : Les Souvenirs sous ma frange
- 2013 : Et puis juin
- 2015 : Pink lady
- 2020 : Kerosene

## Singles
- 2006 : La Liste
- 2006 : Ciao bella
- 2007 : Sombre Con
- 2009 : Yes We Did
- 2010 : Comment c'était déjà
- 2013 : Et puis Juin
- 2013 : Mais ça va
- 2013 : Aux éclats je ris

## Colaboraciones
- ma petite (con Bensé)

## Premios y nominaciones
| Año  | Trabajo nominado    | Premio           | Categoría                 | Resultado |
| ---- | ------------------- | ---------------- | ------------------------- | --------- |
| 2008 | Él mismo/Ella misma | Globe de Cristal | Mejor intérprete femenina | Ganadora  |